# 1591
Portal Geschichte | Portal Biografien | Aktuelle Ereignisse | Jahreskalender | Tagesartikel

◄ |
15. Jahrhundert |
16. Jahrhundert
| 17. Jahrhundert | ►

◄ |
1560er |
1570er |
1580er |
1590er
| 1600er | 1610er | 1620er | ►

◄◄ |
◄ |
1587 |
1588 |
1589 |
1590 |
1591
| 1592 | 1593 | 1594 | 1595 | ► | ►►
Staatsoberhäupter  · Nekrolog   · Musikjahr
| Januar | Januar | Januar | Januar | Januar | Januar | Januar | Januar |
| Kw     | Mo     | Di     | Mi     | Do     | Fr     | Sa     | So     |
| ------ | ------ | ------ | ------ | ------ | ------ | ------ | ------ |
| 1      |        | 1      | 2      | 3      | 4      | 5      | 6      |
| 2      | 7      | 8      | 9      | 10     | 11     | 12     | 13     |
| 3      | 14     | 15     | 16     | 17     | 18     | 19     | 20     |
| 4      | 21     | 22     | 23     | 24     | 25     | 26     | 27     |
| 5      | 28     | 29     | 30     | 31     |        |        |        |

| Februar | Februar | Februar | Februar | Februar | Februar | Februar | Februar |
| Kw      | Mo      | Di      | Mi      | Do      | Fr      | Sa      | So      |
| ------- | ------- | ------- | ------- | ------- | ------- | ------- | ------- |
| 5       |         |         |         |         | 1       | 2       | 3       |
| 6       | 4       | 5       | 6       | 7       | 8       | 9       | 10      |
| 7       | 11      | 12      | 13      | 14      | 15      | 16      | 17      |
| 8       | 18      | 19      | 20      | 21      | 22      | 23      | 24      |
| 9       | 25      | 26      | 27      | 28      |         |         |         |

| März | März | März | März | März | März | März | März |
| Kw   | Mo   | Di   | Mi   | Do   | Fr   | Sa   | So   |
| ---- | ---- | ---- | ---- | ---- | ---- | ---- | ---- |
| 9    |      |      |      |      | 1    | 2    | 3    |
| 10   | 4    | 5    | 6    | 7    | 8    | 9    | 10   |
| 11   | 11   | 12   | 13   | 14   | 15   | 16   | 17   |
| 12   | 18   | 19   | 20   | 21   | 22   | 23   | 24   |
| 13   | 25   | 26   | 27   | 28   | 29   | 30   | 31   |

| April | April | April | April | April | April | April | April |
| Kw    | Mo    | Di    | Mi    | Do    | Fr    | Sa    | So    |
| ----- | ----- | ----- | ----- | ----- | ----- | ----- | ----- |
| 14    | 1     | 2     | 3     | 4     | 5     | 6     | 7     |
| 15    | 8     | 9     | 10    | 11    | 12    | 13    | 14    |
| 16    | 15    | 16    | 17    | 18    | 19    | 20    | 21    |
| 17    | 22    | 23    | 24    | 25    | 26    | 27    | 28    |
| 18    | 29    | 30    |       |       |       |       |       |

| Mai | Mai | Mai | Mai | Mai | Mai | Mai | Mai |
| Kw  | Mo  | Di  | Mi  | Do  | Fr  | Sa  | So  |
| 18  |     |     | 1   | 2   | 3   | 4   | 5   |
| 19  | 6   | 7   | 8   | 9   | 10  | 11  | 12  |
| 20  | 13  | 14  | 15  | 16  | 17  | 18  | 19  |
| 21  | 20  | 21  | 22  | 23  | 24  | 25  | 26  |
| 22  | 27  | 28  | 29  | 30  | 31  |     |     |
| --- | --- | --- | --- | --- | --- | --- | --- |

| Juni | Juni | Juni | Juni | Juni | Juni | Juni | Juni |
| Kw   | Mo   | Di   | Mi   | Do   | Fr   | Sa   | So   |
| ---- | ---- | ---- | ---- | ---- | ---- | ---- | ---- |
| 22   |      |      |      |      |      | 1    | 2    |
| 23   | 3    | 4    | 5    | 6    | 7    | 8    | 9    |
| 24   | 10   | 11   | 12   | 13   | 14   | 15   | 16   |
| 25   | 17   | 18   | 19   | 20   | 21   | 22   | 23   |
| 26   | 24   | 25   | 26   | 27   | 28   | 29   | 30   |

| Juli | Juli | Juli | Juli | Juli | Juli | Juli | Juli |
| Kw   | Mo   | Di   | Mi   | Do   | Fr   | Sa   | So   |
| ---- | ---- | ---- | ---- | ---- | ---- | ---- | ---- |
| 27   | 1    | 2    | 3    | 4    | 5    | 6    | 7    |
| 28   | 8    | 9    | 10   | 11   | 12   | 13   | 14   |
| 29   | 15   | 16   | 17   | 18   | 19   | 20   | 21   |
| 30   | 22   | 23   | 24   | 25   | 26   | 27   | 28   |
| 31   | 29   | 30   | 31   |      |      |      |      |

| August | August | August | August | August | August | August | August |
| Kw     | Mo     | Di     | Mi     | Do     | Fr     | Sa     | So     |
| ------ | ------ | ------ | ------ | ------ | ------ | ------ | ------ |
| 31     |        |        |        | 1      | 2      | 3      | 4      |
| 32     | 5      | 6      | 7      | 8      | 9      | 10     | 11     |
| 33     | 12     | 13     | 14     | 15     | 16     | 17     | 18     |
| 34     | 19     | 20     | 21     | 22     | 23     | 24     | 25     |
| 35     | 26     | 27     | 28     | 29     | 30     | 31     |        |

| September | September | September | September | September | September | September | September |
| Kw        | Mo        | Di        | Mi        | Do        | Fr        | Sa        | So        |
| --------- | --------- | --------- | --------- | --------- | --------- | --------- | --------- |
| 35        |           |           |           |           |           |           | 1         |
| 36        | 2         | 3         | 4         | 5         | 6         | 7         | 8         |
| 37        | 9         | 10        | 11        | 12        | 13        | 14        | 15        |
| 38        | 16        | 17        | 18        | 19        | 20        | 21        | 22        |
| 39        | 23        | 24        | 25        | 26        | 27        | 28        | 29        |
| 40        | 30        |           |           |           |           |           |           |

| Oktober | Oktober | Oktober | Oktober | Oktober | Oktober | Oktober | Oktober |
| Kw      | Mo      | Di      | Mi      | Do      | Fr      | Sa      | So      |
| ------- | ------- | ------- | ------- | ------- | ------- | ------- | ------- |
| 40      |         | 1       | 2       | 3       | 4       | 5       | 6       |
| 41      | 7       | 8       | 9       | 10      | 11      | 12      | 13      |
| 42      | 14      | 15      | 16      | 17      | 18      | 19      | 20      |
| 43      | 21      | 22      | 23      | 24      | 25      | 26      | 27      |
| 44      | 28      | 29      | 30      | 31      |         |         |         |

| November | November | November | November | November | November | November | November |
| Kw       | Mo       | Di       | Mi       | Do       | Fr       | Sa       | So       |
| -------- | -------- | -------- | -------- | -------- | -------- | -------- | -------- |
| 44       |          |          |          |          | 1        | 2        | 3        |
| 45       | 4        | 5        | 6        | 7        | 8        | 9        | 10       |
| 46       | 11       | 12       | 13       | 14       | 15       | 16       | 17       |
| 47       | 18       | 19       | 20       | 21       | 22       | 23       | 24       |
| 48       | 25       | 26       | 27       | 28       | 29       | 30       |          |

| Dezember | Dezember | Dezember | Dezember | Dezember | Dezember | Dezember | Dezember |
| Kw       | Mo       | Di       | Mi       | Do       | Fr       | Sa       | So       |
| -------- | -------- | -------- | -------- | -------- | -------- | -------- | -------- |
| 48       |          |          |          |          |          |          | 1        |
| 49       | 2        | 3        | 4        | 5        | 6        | 7        | 8        |
| 50       | 9        | 10       | 11       | 12       | 13       | 14       | 15       |
| 51       | 16       | 17       | 18       | 19       | 20       | 21       | 22       |
| 52       | 23       | 24       | 25       | 26       | 27       | 28       | 29       |
| 1        | 30       | 31       |          |          |          |          |          |

| Januar | Januar | Januar | Januar | Januar | Januar | Januar | Januar |
| Kw     | Mo     | Di     | Mi     | Do     | Fr     | Sa     | So     |
| ------ | ------ | ------ | ------ | ------ | ------ | ------ | ------ |
| 1      |        | 1      | 2      | 3      | 4      | 5      | 6      |
| 2      | 7      | 8      | 9      | 10     | 11     | 12     | 13     |
| 3      | 14     | 15     | 16     | 17     | 18     | 19     | 20     |
| 4      | 21     | 22     | 23     | 24     | 25     | 26     | 27     |
| 5      | 28     | 29     | 30     | 31     |        |        |        |

| Februar | Februar | Februar | Februar | Februar | Februar | Februar | Februar |
| Kw      | Mo      | Di      | Mi      | Do      | Fr      | Sa      | So      |
| ------- | ------- | ------- | ------- | ------- | ------- | ------- | ------- |
| 5       |         |         |         |         | 1       | 2       | 3       |
| 6       | 4       | 5       | 6       | 7       | 8       | 9       | 10      |
| 7       | 11      | 12      | 13      | 14      | 15      | 16      | 17      |
| 8       | 18      | 19      | 20      | 21      | 22      | 23      | 24      |
| 9       | 25      | 26      | 27      | 28      |         |         |         |

| März | März | März | März | März | März | März | März |
| Kw   | Mo   | Di   | Mi   | Do   | Fr   | Sa   | So   |
| ---- | ---- | ---- | ---- | ---- | ---- | ---- | ---- |
| 9    |      |      |      |      | 1    | 2    | 3    |
| 10   | 4    | 5    | 6    | 7    | 8    | 9    | 10   |
| 11   | 11   | 12   | 13   | 14   | 15   | 16   | 17   |
| 12   | 18   | 19   | 20   | 21   | 22   | 23   | 24   |
| 13   | 25   | 26   | 27   | 28   | 29   | 30   | 31   |

| April | April | April | April | April | April | April | April |
| Kw    | Mo    | Di    | Mi    | Do    | Fr    | Sa    | So    |
| ----- | ----- | ----- | ----- | ----- | ----- | ----- | ----- |
| 14    | 1     | 2     | 3     | 4     | 5     | 6     | 7     |
| 15    | 8     | 9     | 10    | 11    | 12    | 13    | 14    |
| 16    | 15    | 16    | 17    | 18    | 19    | 20    | 21    |
| 17    | 22    | 23    | 24    | 25    | 26    | 27    | 28    |
| 18    | 29    | 30    |       |       |       |       |       |

| Mai | Mai | Mai | Mai | Mai | Mai | Mai | Mai |
| Kw  | Mo  | Di  | Mi  | Do  | Fr  | Sa  | So  |
| 18  |     |     | 1   | 2   | 3   | 4   | 5   |
| 19  | 6   | 7   | 8   | 9   | 10  | 11  | 12  |
| 20  | 13  | 14  | 15  | 16  | 17  | 18  | 19  |
| 21  | 20  | 21  | 22  | 23  | 24  | 25  | 26  |
| 22  | 27  | 28  | 29  | 30  | 31  |     |     |
| --- | --- | --- | --- | --- | --- | --- | --- |

| Juni | Juni | Juni | Juni | Juni | Juni | Juni | Juni |
| Kw   | Mo   | Di   | Mi   | Do   | Fr   | Sa   | So   |
| ---- | ---- | ---- | ---- | ---- | ---- | ---- | ---- |
| 22   |      |      |      |      |      | 1    | 2    |
| 23   | 3    | 4    | 5    | 6    | 7    | 8    | 9    |
| 24   | 10   | 11   | 12   | 13   | 14   | 15   | 16   |
| 25   | 17   | 18   | 19   | 20   | 21   | 22   | 23   |
| 26   | 24   | 25   | 26   | 27   | 28   | 29   | 30   |

| Juli | Juli | Juli | Juli | Juli | Juli | Juli | Juli |
| Kw   | Mo   | Di   | Mi   | Do   | Fr   | Sa   | So   |
| ---- | ---- | ---- | ---- | ---- | ---- | ---- | ---- |
| 27   | 1    | 2    | 3    | 4    | 5    | 6    | 7    |
| 28   | 8    | 9    | 10   | 11   | 12   | 13   | 14   |
| 29   | 15   | 16   | 17   | 18   | 19   | 20   | 21   |
| 30   | 22   | 23   | 24   | 25   | 26   | 27   | 28   |
| 31   | 29   | 30   | 31   |      |      |      |      |

| August | August | August | August | August | August | August | August |
| Kw     | Mo     | Di     | Mi     | Do     | Fr     | Sa     | So     |
| ------ | ------ | ------ | ------ | ------ | ------ | ------ | ------ |
| 31     |        |        |        | 1      | 2      | 3      | 4      |
| 32     | 5      | 6      | 7      | 8      | 9      | 10     | 11     |
| 33     | 12     | 13     | 14     | 15     | 16     | 17     | 18     |
| 34     | 19     | 20     | 21     | 22     | 23     | 24     | 25     |
| 35     | 26     | 27     | 28     | 29     | 30     | 31     |        |

| September | September | September | September | September | September | September | September |
| Kw        | Mo        | Di        | Mi        | Do        | Fr        | Sa        | So        |
| --------- | --------- | --------- | --------- | --------- | --------- | --------- | --------- |
| 35        |           |           |           |           |           |           | 1         |
| 36        | 2         | 3         | 4         | 5         | 6         | 7         | 8         |
| 37        | 9         | 10        | 11        | 12        | 13        | 14        | 15        |
| 38        | 16        | 17        | 18        | 19        | 20        | 21        | 22        |
| 39        | 23        | 24        | 25        | 26        | 27        | 28        | 29        |
| 40        | 30        |           |           |           |           |           |           |

| Oktober | Oktober | Oktober | Oktober | Oktober | Oktober | Oktober | Oktober |
| Kw      | Mo      | Di      | Mi      | Do      | Fr      | Sa      | So      |
| ------- | ------- | ------- | ------- | ------- | ------- | ------- | ------- |
| 40      |         | 1       | 2       | 3       | 4       | 5       | 6       |
| 41      | 7       | 8       | 9       | 10      | 11      | 12      | 13      |
| 42      | 14      | 15      | 16      | 17      | 18      | 19      | 20      |
| 43      | 21      | 22      | 23      | 24      | 25      | 26      | 27      |
| 44      | 28      | 29      | 30      | 31      |         |         |         |

| November | November | November | November | November | November | November | November |
| Kw       | Mo       | Di       | Mi       | Do       | Fr       | Sa       | So       |
| -------- | -------- | -------- | -------- | -------- | -------- | -------- | -------- |
| 44       |          |          |          |          | 1        | 2        | 3        |
| 45       | 4        | 5        | 6        | 7        | 8        | 9        | 10       |
| 46       | 11       | 12       | 13       | 14       | 15       | 16       | 17       |
| 47       | 18       | 19       | 20       | 21       | 22       | 23       | 24       |
| 48       | 25       | 26       | 27       | 28       | 29       | 30       |          |

| Dezember | Dezember | Dezember | Dezember | Dezember | Dezember | Dezember | Dezember |
| Kw       | Mo       | Di       | Mi       | Do       | Fr       | Sa       | So       |
| -------- | -------- | -------- | -------- | -------- | -------- | -------- | -------- |
| 48       |          |          |          |          |          |          | 1        |
| 49       | 2        | 3        | 4        | 5        | 6        | 7        | 8        |
| 50       | 9        | 10       | 11       | 12       | 13       | 14       | 15       |
| 51       | 16       | 17       | 18       | 19       | 20       | 21       | 22       |
| 52       | 23       | 24       | 25       | 26       | 27       | 28       | 29       |
| 1        | 30       | 31       |          |          |          |          |          |

## Ereignisse

### Politik und Weltgeschehen

#### Europa
- 29. März: Das Blutbad im Gehn bildet den blutigen Höhepunkt der 1549 begonnenen Grothausfehde des Ritters Cord von Grothaus gegen Stadt, Bürger und Bischof von Osnabrück sowie den Grafen von Tecklenburg. Etwa 800 schlecht ausgerüstete Bauern mehrerer Dörfer (auch Bauern aus Merzen unter der Führung des Vogtes Hoberg) versammeln sich zum Kampf gegen die spanischen Truppen im Achtzigjährigen Krieg, nachdem es im Osnabrücker Land mehrfach zu Plünderungen gekommen ist, an denen sich auch die im spanischen Sold stehenden Söhne von Grothaus beteiligt haben. Beim anschließenden Gefecht im Gehn, einem Ausläufer des Wiehengebirges, werden 300 Bauern getötet. Auf der Seite der Spanier wird nur ein Mann getötet.
- 15. Mai: Der russische Zarewitsch Demetrius stirbt. Eine Beteiligung von Boris Godunow, Regent unter Zar Fjodor I. wird vermutet.
- 15. Juni: In Châlons-sur-Marne verbrennt der Henker öffentlich die gegen Frankreichs König Heinrich IV. gerichtete Exkommunikationsbulle von Papst Gregor XIV.
- 31. Juli: Norwegen führt das Amt des Sorenskrivers ein, einen Sekretär für Dorfting-Aufzeichnungen. Die Stellung mutiert im Zeitablauf zur Einzelrichter-Funktion für die meisten Auseinandersetzungen.

#### Afrika

Das Saadier-Reich zur Zeit seiner größten Ausdehnung

- März: Auf einem Feldzug der Saadier in den Süden ihres Reiches wird nach der entscheidenden Schlacht von Tondibi das Songhaireich am Niger zerschlagen und die Handelszentren Gao und Timbuktu erobert. Die Eroberungen, mit denen das marokkanische Reich seine größte Ausdehnung erreicht, können jedoch nicht dauerhaft gehalten werden. Stattdessen verlagert sich der Saharahandel nach Tripolis und Tunis.

### Wissenschaft und Technik

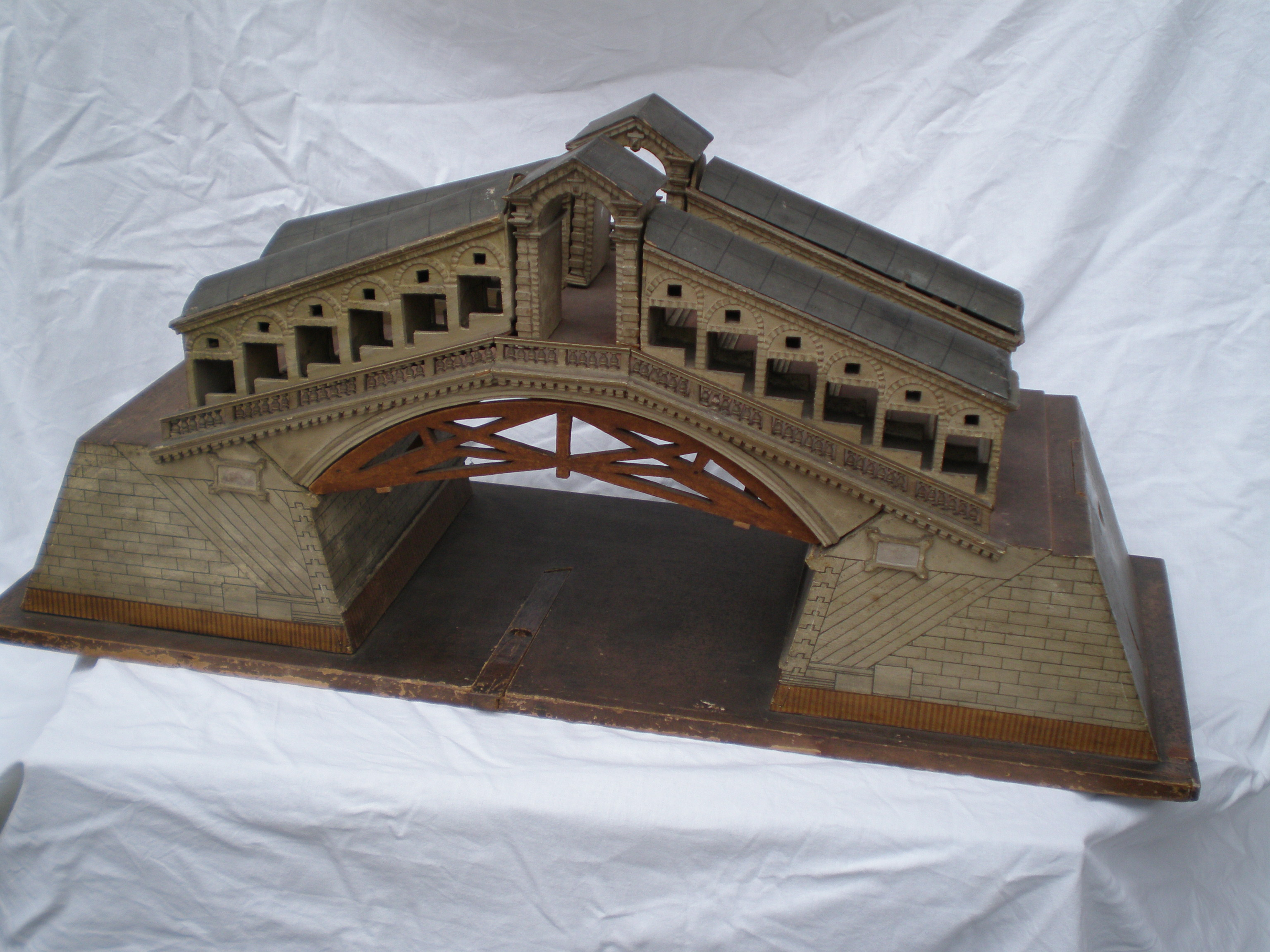
Modell der Rialtobrücke von Wolf Jacob Stromer

- 20. März: Die von Antonio da Ponte im Auftrag des Dogen Pasquale Cicogna fertiggestellte Rialtobrücke in Venedig steht für den Verkehr zur Verfügung.

### Kultur
- 6. bis 14. Juli: Im spanischen Pamplona werden erstmals die Sanfermines gefeiert, deren jährlicher Höhepunkt der Stierlauf ist.

Vertumnus

- Giuseppe Arcimboldo: Vertumnus, Porträt von Rudolf II.

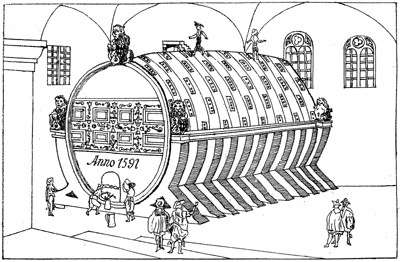
Das erste Große Fass im Schloss Heidelberg

- Das erste große Fass des Heidelberger Schlosses, das Johann-Casimir-Fass, wird fertiggestellt.

### Religion
Papst Gregor XIV. führt am 21. März mit seiner Bulle Cogit nos ein Verbot auf Wetten bezüglich der Wahl eines Papstes, der Dauer eines Pontifikats und der Kreation neuer Kardinäle ein. Als Strafe bei Zuwiderhandlung sieht er die Exkommunikation vor. Am 16. Oktober stirbt er nach knapp einjähriger Amtszeit nur 56-jährig in Rom. Am 29. Oktober wählt das Konklave nach nur zweitägiger Beratung Giovanni Antonio Facchinetti zu seinem Nachfolger, der den Namen Innozenz IX. annimmt. Er tritt sein Pontifikat bereits als kranker Mann an und stirbt zwei Monate später am 30. Dezember. In diesen zwei Monaten reformiert er jedoch das päpstliche Staatssekretariat, das er in drei Hauptabteilungen aufteilt, eine für Deutschland, eine für Frankreich und Polen sowie eine dritte Abteilung für Italien und Spanien.

### Gesellschaft

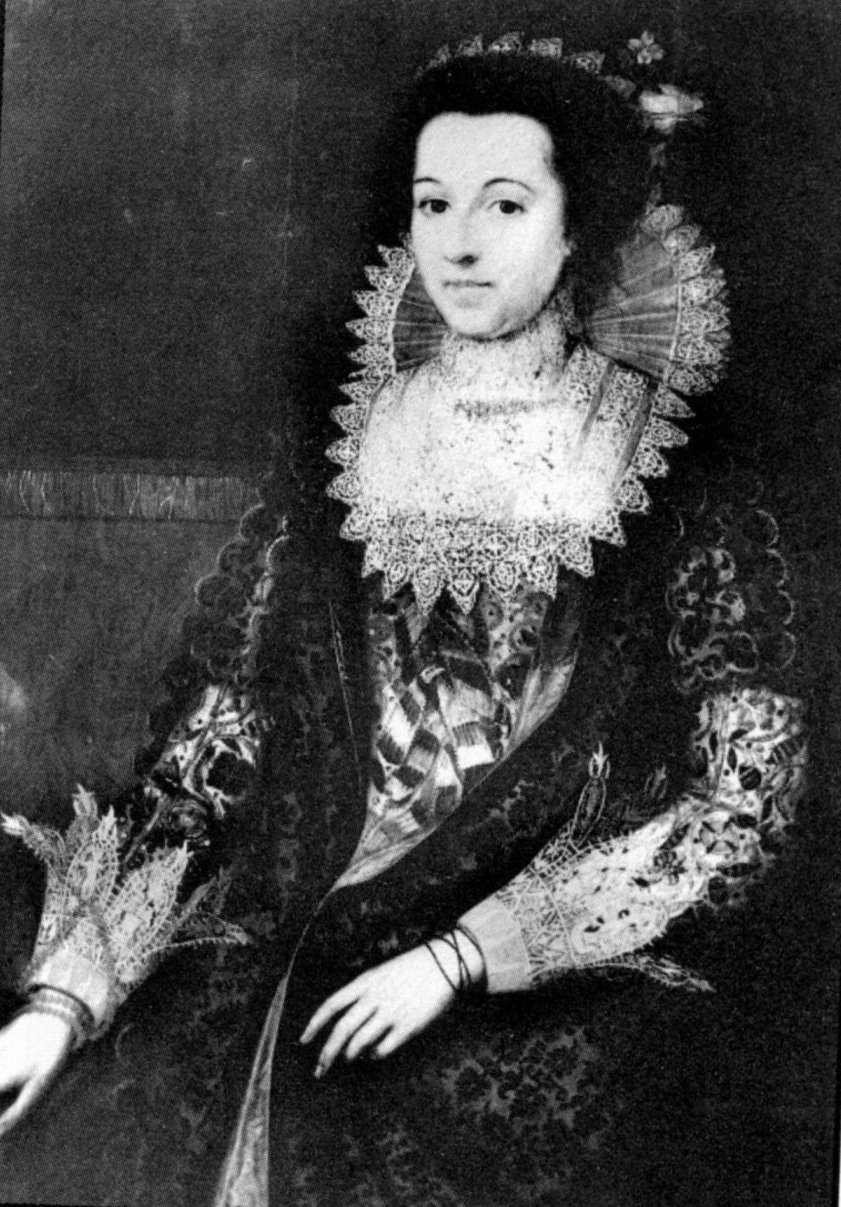
Lady Elizabeth Throckmorton

- Juni: Elizabeth Throckmorton, Hofdame der englischen Königin Elisabeth I., heiratet heimlich Sir Walter Raleigh.

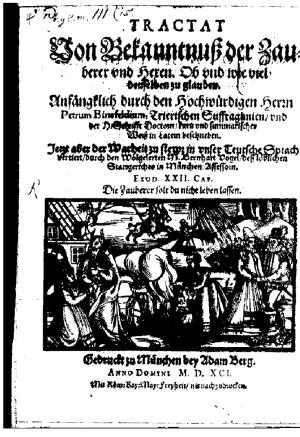
Titelblatt des Hexentraktates

Der Verleger Adam Berg bringt in München eine vom Assessor des Münchner Stadtgerichtes, Bernhard Vogel, angefertigte deutsche Übersetzung des 1589 erschienenen Hexentraktats Tractatus de confessionibus maleficorum et sagarum, & auctior redditus. An, & quanta fides ijs abhibenda sit? des Trierer Weihbischofs und Hexentheoretikers Peter Binsfeld heraus. Das Werk mit dem Titel Tractat von Bekanntnuß der Zauberer und Hexen. Ob und wie viel denselben zu glauben erlebt insgesamt sechs Auflagen und gilt für mindestens 100 Jahre als Standardwerk im Bereich der Hexenlehre.

### Religion
- Nach dem endgültigen Sieg über die Krimtataren gründet der russische Zar Fjodor I. das Donskoi-Kloster.

### Katastrophen
- 15. September: Die englische Galeone Revenge, die unter dem Kommando von Sir Richard Grenville mit dem Auftrag vor den Azoren kreuzt, die spanische Silberflotte zu attackieren, sinkt nach einer Schlacht mit den Spaniern bei Flores zusammen mit weiteren 16 Schiffen in einem Sturm.

## Historische Karten und Ansichten

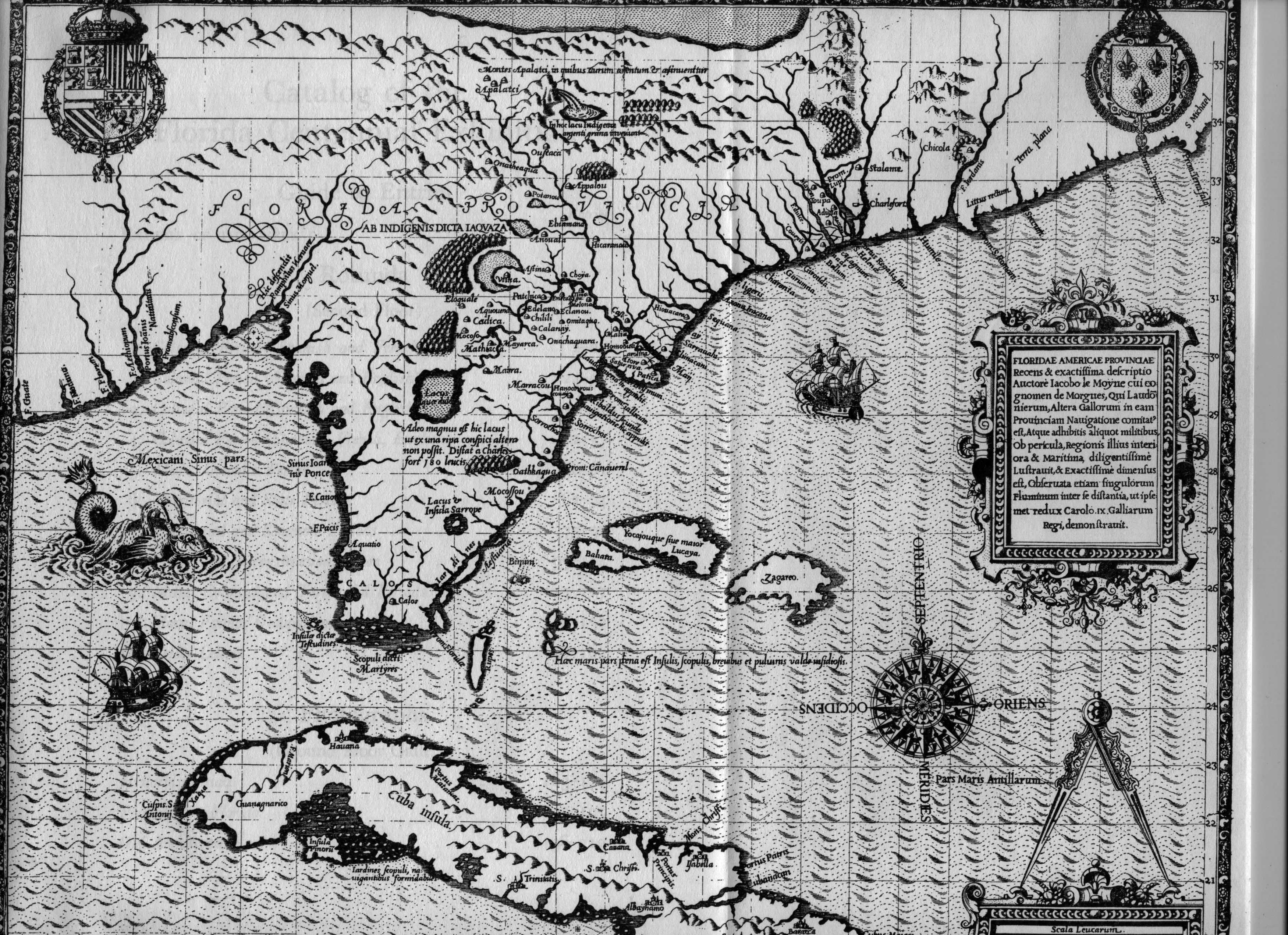
Karte von Florida 1591

## Geboren

### Erstes Halbjahr
- 01. Januar: Theodor Höpingk, deutscher Autor, Historiker, Jurist und Heraldiker († 1641)
- 03. Januar: Valentin de Boulogne, französischer Maler († 1632)
- 07. Januar: Dorothea von Sachsen, deutsche Äbtissin von Quedlinburg († 1617)
- 08. Januar: Dietrich von Velen, Drost des Emslandes und Gründer von Papenburg († 1657)
- 11. Januar: Robert Devereux, 3. Earl of Essex, englischer Offizier und Politiker († 1646)
- 12. Januar: Jusepe de Ribera, spanischer Maler († 1652)
- 15. Januar: Alexandre de Rhodes, französischer Jesuit und Missionar († 1660)
- 23. Januar: Friedrich Casimir, deutscher Adliger, Reichsgraf, Maler und Architekt († 1658)
- 02. Februar: Nicolaus Bleyer, deutscher Komponist und Violinist († 1658)
- 08. Februar: Giovanni Francesco Barbieri, italienischer Maler († 1666)
- 21. Februar: Gérard Desargues, französischer Architekt und Mathematiker († 1661)
- 25. Februar: Friedrich Spee, deutscher Theologe, Lyriker († 1635)
- 27. Februar: Hans Bien, deutscher Steinmetz und Kartograph († 1632)
- 17. März: Gerard Seghers, flämischer Maler († 1651)
- 19. März: Dirck Hals, niederländischer Maler († 1656)
- 20. März: Philipp Wilhelm von Innhausen und Knyphausen, ostfriesischer Kommunalpolitiker († 1652)
- 05. April: Friedrich Ulrich, Herzog von Braunschweig und Lüneburg, Fürst von Braunschweig-Wolfenbüttel († 1634)
- 07. Mai: Albert III. Keuslin, deutscher Abt des Stiftes St. Peter in Salzburg († 1657)
- 26. Mai (getauft): Dirck Janszoon Sweelinck, niederländischer Organist und Komponist († 1652)
- 26. Mai: Olimpia Maidalchini, römische Adelige († 1657)
- 03. Juni: Julius Wilhelm Zincgref, deutscher Schriftsteller († 1635)
- 16. Juni: Joseph Salomo Delmedigo, jüdischer Arzt, Astronom, Mathematiker, Philosoph und Rabbiner († 1655)
- 27. Juni: Cai von Ahlefeldt, deutscher Diplomat und General († 1670)

### Zweites Halbjahr
- 31. Juli: Nikolaus Pompeius, deutscher Philologe und Mathematiker († 1659)
- 000Juli: Anne Hutchinson, englische Puritanerin und dissidente Theologin († 1643)
- 05. August: August Erich, deutscher Porträtmaler, Ratsherr, Stadtbaumeister († 1670)
- 06. August: Georg Wilhelm von Pfalz-Zweibrücken-Birkenfeld, Pfalzgraf und Herzog von Zweibrücken-Birkenfeld († 1669)
- 19. August: Johann Georg von Herberstein, deutscher Bischof von Regensburg († 1663)
- 28. August: Johann Christian von Brieg, schlesischer Herzog von Brieg, Liegnitz, Wohlau und Ohlau († 1639)
- 03. September: Reinier Pauw, Präsident des Hohen Rates von Holland, Zeeland und Westfriesland († 1676)
- 08. September: Angélique Arnauld, Äbtissin von Port-Royal (Hochburg des Jansenismus) († 1661)
- 23. September: Michael Lohr, deutscher Komponist († 1654)
- 02. Oktober: Margarita Gonzaga, Herzogin von Lothringen († 1632)
- 07. Oktober: Pierre Le Muet, französischer Architekt († 1669)
- 09. Oktober: Bengt Bengtsson Oxenstierna, schwedischer Generalgouverneur von Ingermanland und Livland († 1643)
- 22. Oktober: Alfonso III. d’Este, italienischer Adliger, ältester Sohn des Herzogs Cesare d’Este († 1644)
- 02. November: August Buchner, deutscher Lyriker und Literaturtheoretiker († 1661)
- 20. November: Georg Albrecht von Brandenburg, Markgraf von Brandenburg († 1615)
- 12. Dezember: Johann Christoph von Liechtenstein-Kastelkorn, Bischof von Chiemsee († 1643)
- 13. Dezember: Michael Herr, deutscher Maler und Kupferstecher († 1661)
- 13. Dezember: Theophilus Jacobäer, deutscher Apotheker, Pirnaer Persönlichkeit († 1659)
- 30. Dezember: Joseph Furttenbach, deutscher Architekt, Mathematiker, Mechaniker und Chronist († 1667)

### Genaues Geburtsdatum unbekannt
- Johan Bicker, niederländischer Händler, Bürgermeister von Amsterdam († 1653)
- Andreas Bobola, polnischer Jesuit, Märtyrer, Heiliger († 1657)
- Torquato Conti, italienischer Adliger, kaiserlicher Generalfeldmarschall und päpstlicher General († 1636)
- Robert Dowland, englischer Komponist und Lautenist († 1641)
- Jacques Dupuy, französischer Humanist und Bibliothekar († 1656)
- Statius Fabricius, deutscher Theologieprofessor, Abt († 1651)
- Cosimo Fanzago, italienischer Architekt, Bildhauer und Dekorateur,  (getauft 13. Oktober; † 1678)
- Dirck Hals, holländischer Maler († 1656)
- Robert Herrick, englischer Dichter († 1674)
- Johann Christoph von Liechtenstein-Kastelkorn, deutscher Bischof von Chiemsee († 1643)
- Kaspar Karas von Rhomstein, deutscher Titularbischof von Tiberias, Weihbischof in Olmütz († 1646)
- Johann von Werth, deutscher General im Dreißigjährigen Krieg († 1652)

### Geboren um 1591
- Antonius Bregno, schweiz-österreichischer Steinmetz und Bildhauer († nach 1640)
- Cornelis Vroom, niederländischer Maler und Zeichner († 1661)

## Gestorben

### Erstes Halbjahr
- 01. Januar: Andreas Laurentii Björnram, schwedischer lutherischer Theologe und Erzbischof von Uppsala (* 1520)
- 25. Januar: Alexius Payos, italienischer Bildhauer
- 28. Januar: Agnes Sampson, schottische Hebamme und Heilerin, Opfer der Hexenprozesse von North Berwick
- 06. Februar: Anna Sophie, Prinzessin von Preußen und Herzogin zu Mecklenburg (* 1527)
- 23. Februar: Antoine de Chandieu, französisch-schweizerischer Reformator (* um 1534)
- 27. Februar: Vespasiano Gonzaga, italienischer Adliger, Vizekönig von Navarra und Valencia (* 1531)
- 000März: Jodocus Amman, schweizerisch-deutscher Zeichner, Kupferätzer und -stecher, Formschneider, Maler und Buchautor (* 1539)
- 09. April: Aemilia von Sachsen, Frau des Ansbacher Markgrafen Georg des Frommen (* 1516)
- 11. April: Levinus Battus, deutscher Mediziner (* 1545)
- 21. April: Sen no Rikyū, Person, die wesentlichen Einfluss auf die Entwicklung der japanischen Teezeremonie hatte (* 1522)
- 25. April: Basilius Amerbach, schweizerischer Jurist und Kunstsammler (* 1533)
- 03. Mai: Antonio Abondio, italienischer Medailleur und Wachsbossierer (* 1538)
- 04. Mai: Hugo Donellus, französischer Jurist (* 1527)
- 15. Mai: Dmitri Iwanowitsch, letzter rurikidischer russischer Zarewitsch (* 1582)
- 21. Juni: Aloisius von Gonzaga, italienischer Jesuit, Heiliger (* 1568)

### Zweites Halbjahr
- 01. Juli: William Douglas, 9. Earl of Angus, schottischer Adeliger (* 1532)
- 02. Juli: Vincenzo Galilei, italienischer Tuchhändler, Musiker und Musiktheoretiker, Vater von Galileo Galilei (* um 1520)
- 10. Juli: Anna, Prinzessin von Hessen und Pfalzgräfin von Zweibrücken (* 1529)
- 18. Juli: Jacobus Gallus, slowenisch-österreichischer Komponist (* 1550)
- 18. August: Bernardino Campi, italienischer Maler und Zeichner (* um 1522)
- 23. August: Luis de León, spanischer Dichter (* 1527)
- 03. September:  Francisco Avellaneda, italienischer Geistlicher
- 07. September: Heinrich Sudermann, deutscher Jurist und erster Syndikus der Hanse (* 1520)
- 16. September: Peder Aagesen, dänischer  Philologe (* 1546)
- 25. September: Christian I., deutscher Adliger, Kurfürst des Kurfürstentum Sachsen (* 1560)
- 29. September: Daniel Greser, deutscher lutherischer Theologe (* 1504)
- 29. September: Johann II., Mitregent der Grafschaft Ostfriesland (* 1538)
- 03. Oktober: Vincenzo Campi, italienischer Maler, Architekt und Kosmograph (* 1530/36)
- 06. Oktober: Leonhard Rosen, Abt des Zisterzienserklosters in Ebrach (* um 1532)
- 16. Oktober: Gregor XIV., Papst (* 1535)
- 21. Oktober: Ernst von Mengersdorf, Fürstbischof von Bamberg (* 1554)
- 06. November: Martino Longhi der Ältere, italienischer Architekt (* um 1530)
- 01. Dezember: Françoise de Rohan, französische Adlige (* um 1540)
- 02. Dezember: Esrom Rüdinger, deutscher Philologe, Pädagoge, Physiker und Geschichtsschreiber (* 1523)
- 14. Dezember: Johannes vom Kreuz, spanischer Dichter, Mystiker und Kirchenlehrer, Heiliger (* 1542)
- 17. Dezember: Elisabeth von Doberschütz, Opfer der Hexenverfolgung in Neustettin
- 23. Dezember: Giovanni Vincenzo Gonzaga, Ritter des Malteserordens und Kardinal (* 1540)
- 30. Dezember: Innozenz IX., Papst (* 1519)

### Genaues Todesdatum unbekannt
- Luis de Carvajal y de la Cueva, spanischer Konquistador portugiesischer Herkunft, Gründer und Gouverneur von Nova León (* um 1540)
- Johann Fischart: deutscher Schriftsteller (* 1546/1547)